# 사모 (모자)

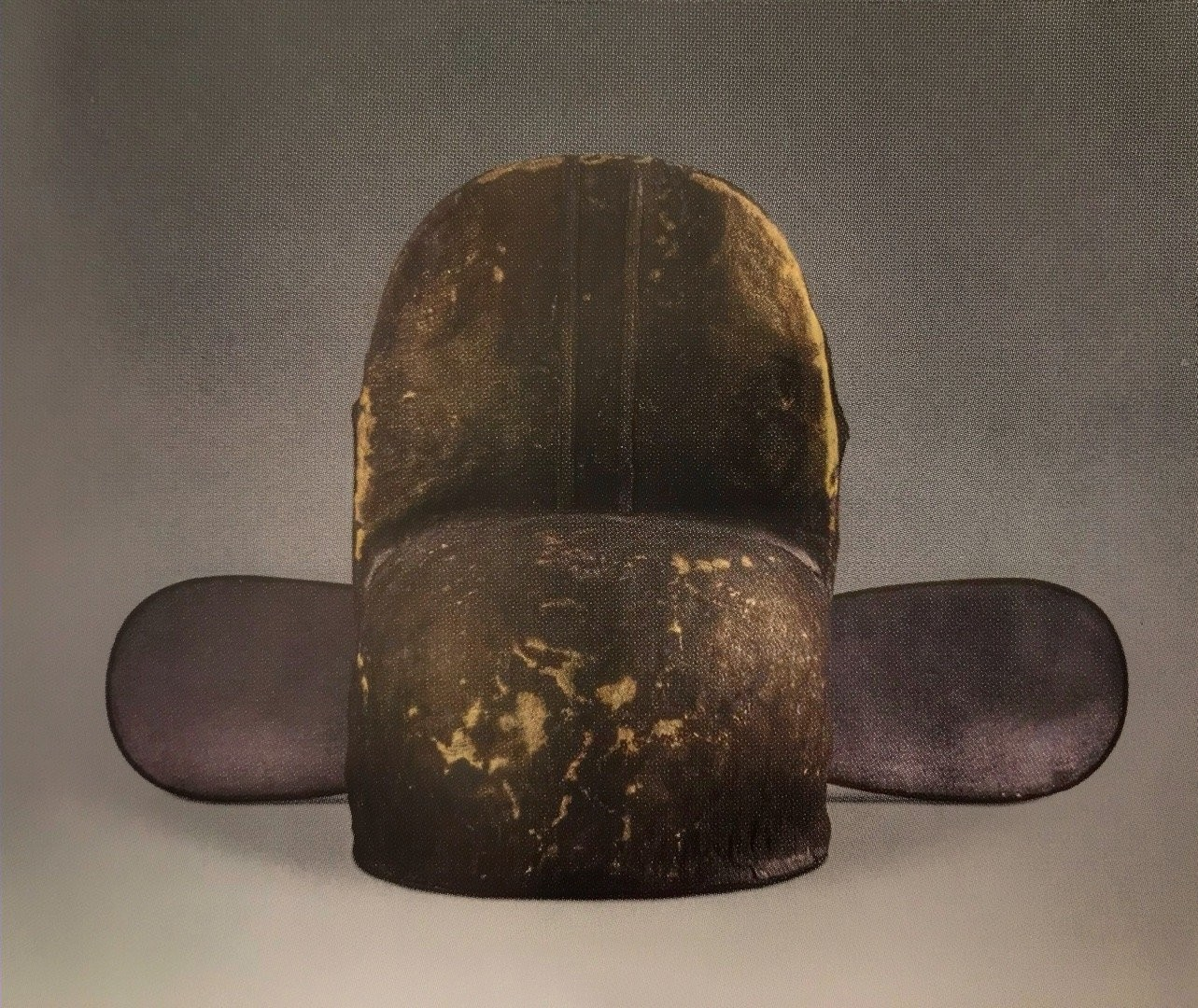
사모

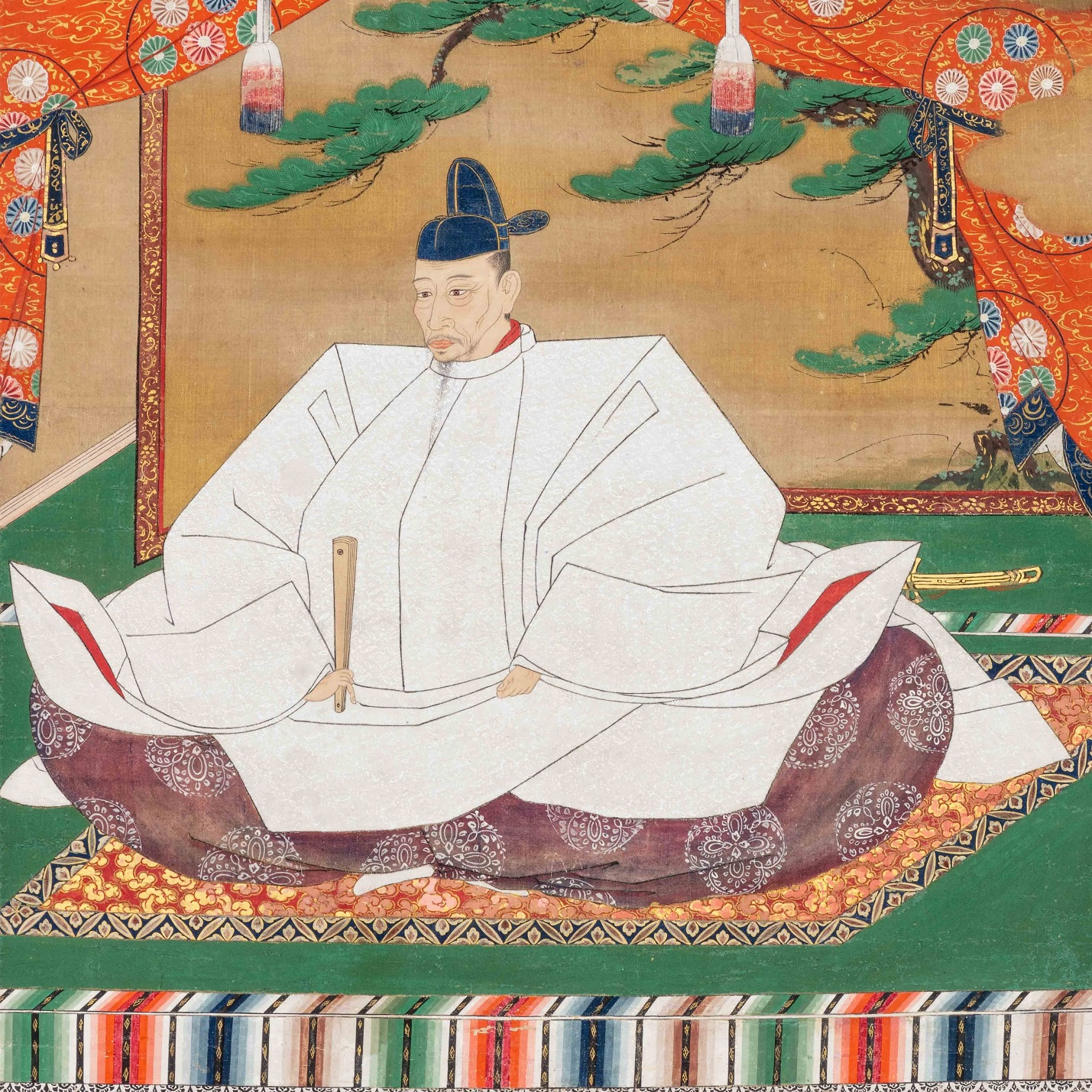
사모를 쓴 일본 도요토미 히데요시

사모(紗帽)는 과거 동아시아 국가들에서 문무백관들이 관복을 입을 때에 함께 착용하던 모자로, 검은 사(紗)로 만들며 뒤에 뿔이 2개 있는 것이 특징이다. 일본 도요토미 히데요시도 주변국의 영향을 받아 관백으로서 사모를 착용하였다고 전해진다. 현대 한국에서는 흔히 전통 혼례식에서 신랑이 쓰는 예모(禮帽)로 용도가 변경되었다.